# McDiarmid Park
Het McDiarmid Park is een voetbalstadion met plaats voor 10.673 toeschouwers in Perth. Het is de thuisbasis van de voetbalclub St. Johnstone FC. Het maximale aantal toeschouwers dat ooit aanwezig was, is 10.525, ongeveer 250 plaatsen minder dan er beschikbaar zijn.
Naast voetbal zijn er in het stadion ook rugbywedstrijden gespeeld, religieuze conventies en (pop)concerten gehouden. De eerste artiest die er optrad was Elton John.